# Янко Касъров
Янко Христов Касъров е български търговец и благодетел, роден през 1835 г. в град Одрин.
Янко Касъров е втори син на търговеца Христо Касъров, по произход от град Копривщица. Около 1856 г. заради влошено материалното положение на семейството Касъров се мести с част от имуществото си в Букурещ. С времето прави състояние в съдружие с брат си Лука от дърводобив, търговия и експлоатация на гори. Има тежка лична съдба – за кратко време губи жена си и единствената си дъщеря. Остава състоянието си на своя баща и братята си, при условие по-голямата част от него да бъде дарена за построяване и поддръжка на българско училище в родния му град Одрин – Касъровската гимназия. През 1884 г. баща му изпълнява желанието на своя син. Подарява къщата си в Одрин за училище и внася капитал за основаване на благотворителен фонд (ефория). Попечителство на фонда е възложено на Българската екзархия, която чрез Одринската българска община да поддържа със средства учебното заведение и при необходимост нуждаещите се тамошни ученици. През 1894 това училище е превърнато в девическа гимназия.
Одринската девическа педагогическа гимназия „Янко Касъров“ е открита през 1894 г. на база помещаващото се в същата сграда Българското централно основно училище в града. В продължение на двадесет и седем години гимназията има статут на класно девическо училище. От 1906 г. вече е пълна девическа гимназия със седем класа. Главен дарител и благодетел е Янко Касъров.

## Дарители Касърови
Христо Касъров и синовете му Янко и Лука Касърови даряват средства за построяване на болница и девическата гимназия в Одрин. Поради недостиг на средствата, определени за болницата, тя не е построена. Фондът за нея е закрит през 1948 г. с вливането на фонд „Завещатели и дарители“ в държавния бюджет.